# Louis Castex (ingénieur)
Pour les articles homonymes, voir Louis Castex et Castex.
Louis Castex, né à Toulouse le 17 mai 1946, est un ingénieur français en génie civil. Il dirige et préside successivement plusieurs institutions d'enseignement supérieur et de recherche, notamment les Arts et Métiers ParisTech, l'INSA de Toulouse, la Commission des titres d'ingénieur, l'université de Toulouse.

## Biographie
Louis Castex suit une formation supérieure à l'INSA de Toulouse et à l’université de Bordeaux I. Il obtient un AEA et un DEA, puis en 1973 un doctorat d'ingénieur et enfin en 1987 un doctorat d'État en sciences physiques.
Il dirige l'ENSAM d'Aix-en-Provence de 1991-1996, puis le CNAM d'Aix-en Provence de 1991 à 1996, les Arts et Métiers ParisTech de 1996 à 2001. Il est ensuite directeur de l'INSA de Toulouse (Institut national des sciences appliquées) de 2001 à 2009. Il préside en parallèle la Commission des titres d'ingénieur (CTI) de 1998 à 2004. En 2004 il est élu président de la Conférence régionale des directeurs des Grandes Écoles (Credige) réunissant 17 établissements d'enseignement supérieur de la région Midi-Pyrénées. Il est aussi conseiller scientifique pour les formations à la Direction générale de l'Enseignement supérieur, membre de la Conférence des présidents d'université, président du conseil d'administration de l'École nationale supérieure d'architecture de Toulouse et président de l'Agence de valorisation de la Recherche en Midi-Pyrénées.
Louis Castex est élu en janvier 2009 président du pôle de recherche et d'enseignement supérieur (PRES) Université de Toulouse,. Il en prend la présidence en mars 2009, et mène alors le projet « Toulouse Campus » dans le cadre du Plan campus. Mais il en démissionne en mars 2010, n'arrivant pas à faire travailler ensemble les grandes écoles et les universités,,.
En 2012, il est conseiller scientifique pour les formations auprès du directeur général de l’Enseignement supérieur, membre du conseil d’enseignement de l'Institut national des sciences et techniques nucléaires (INSTN), chargé de mission auprès du directeur général de l’École nationale supérieure d'arts et métiers, conseiller scientifique de la Fondation arts et métiers, conseiller académique du président de la Société des ingénieurs arts et métiers.[réf. nécessaire]

## Décorations
- Chevalier de la Légion d'honneur le 25 mars 2005[10].
- Chevalier de l'ordre national du Mérite le 30 avril 2002[11].
- Officier de l'ordre des Palmes académiques.
- Officier de l'Ordre royal norvégien du Mérite.
- Médaille d’Or de la Société des ingénieurs Arts et Métiers.
- Officier de l'ordre des Arts et des Lettres le 10 février 2016[12].

## Sources
- Site educpros.fr, « Louis Castex »
- La Dépêche du Midi, « Louis Castex : Le nouveau président de l'Université de Toulouse », 23 janvier 2009.
- ObjectifNews, « Louis Castex, président de l'Université de Toulouse, prend la tête du chantier Toulouse Campus »
- ObjectifNews, « Démission de Louis Castex, président du Pôle de recherche et d'enseignement supérieur »
- « Louis Castex », dans Who's Who in France, 2011-2012.
- Notices d'autorité :   - VIAF
  - ISNI
  - BnF (données)
  - IdRef
  - GND
  - Pologne